# Cirrhilabrus rubrisquamis
Cirrhilabrus rubrisquamis är en fiskart som beskrevs av Randall och Emery, 1983. Cirrhilabrus rubrisquamis ingår i släktet Cirrhilabrus och familjen läppfiskar. IUCN kategoriserar arten globalt som otillräckligt studerad. Inga underarter finns listade i Catalogue of Life.